# Аанта
Аа́нта (самоназвание), аханта, анта, анте — народ группы акан, проживающий в Гане на побережье Гвинейского залива между рекой Анкобра и горами Секонди-Такоради. Общая численность 40 тыс. человек.
Аанта входят в состав аньи, близки к нзима и эвалуэ, испытали сильное влияние фанти. Говорят на языке аанта, который часто рассматривается как диалект аньи. Религия большей части аанта — католическое и протестантское христианство. Помимо этого есть приверженцы христианско-африканских церквей и сект. Значительная часть народа также придерживается традиционных верований.
В доколониальный период аанта создали вождество Аанта (называемое также Аханта, Анта), входившее в 1745—1826 в Конфедерацию Ашанти. Основными занятиями являются ручное земледелие и морское и речное рыболовство. Выращиваются бананы, ямс, таро, арахис, кукуруза, рис, масличная пальма. Развиты традиционные ремёсла, такие как кузнечное, гончарное, ткацкое, резьба по дереву, плетение, изготовление лодок и рыболовных снастей, выпаривание соли. Живут аанта в прямоугольных домах из дерева и глины с двускатной крышей из пальмовых ветвей или шифера. Традиционная одежда (общеаканское кенте) используется как праздничная, а повседневным является европейский костюм. Основная пища — рыбная и растительная (каши, похлёбки, варёные, жареные и печёные клубнеплоды и овощи с пальмовым маслом и острыми приправами).
Основные традиционные социальные институты: деревенские и большесемейные общины, матрилинейные роды, патрилатеральные группирования, подразделения военной организации асафо. Брачное поселение вирилокальное, практикуется полигиния, левират, сорорат, покупной брак. Счёт родства матрилинейный с пережитками патрилатеральности. Распространены: культ предков, полидемонизм, фетишизм, вера в магию и ведовство, есть представление о небесном духе Ньямие. Существуют все основные жанры фольклора. Отмечается праздник ямса Кунтум.